# 保科正敬
保科 正敬（ほしな まさたか、? - 明治16年（1883年）6月29日）は、江戸時代の幕臣、明治時代の日本の陸軍軍人。
幕末に旗本としてパリ万国博覧会使節団の一員となった。明治には歩兵第14連隊歩兵大佐を務めた。
江戸時代の通称は俊太郎で、幕末は保科俊太郎、明治以降は保科正敬として知られる。「保科主税」と称したかは不明。

## 生涯
父は保科栄次郎。実家は飯野藩主家分家の旗本保科家で、元禄時代から幕末までの実家の石高は上野国群馬郡・吾妻郡のうち2500石。屋敷は虎ノ門新道にあった。
父・栄次郎は『寛政重修諸家譜』編纂当時の旗本保科家の当主である保科正棟の子孫であるが、具体的な続柄は不明で、江戸城多門櫓文書での幕職歴は西丸小姓組番士および小姓組番士のみしか記載されていないとされる。明治維新前は「保科俊太郎」と称した正敬は、多門櫓文書では「年　二十五」と表記され、家督相続年について記載がなく、父も生存扱いである。
元治元年（1864年）に別手組出役となり、慶応元年（1865年）に仏蘭西伝習館御用となり、横浜仏語伝習所の第1期生となる。なお、『新訂増補 海を越えた日本人名事典』では伝習生となったのは23歳としている。
慶応2年1月25日（1866年2月11日）に仏蘭西伝習は継続のまま歩兵差図役頭取（400石高）に就任し、同年12月30日（1867年2月4日）には歩兵頭並（1000石高）に転じ、布衣を許可される。
また、留学生として徳川昭武のパリ万国博覧会派遣使節団の随行員となり、慶応3年（1867年）に渡仏し、昭武がフランス皇帝ナポレオン3世へ謁見した際にはメルメ・カションがナポレオン3世の通訳、正敬が昭武の通訳を担当した。フランス留学中に明治維新により江戸幕府が終焉したので学業半ばで帰国する。
慶応4年（1868年）の武鑑では歩兵頭において「（並）　保科俊太郎」とある。また、『群馬県の地名　日本歴史地名大系10』では、同じく慶応4年（1868年）に「保科主税」が知行地に対して、フランス出張費として年貢400両の繰上納入を命じ、これに対して吾妻郡、群馬郡の知行地10村が月々30両宛て納入として「年貢繰上納入免除願」を出したとの記載があり、この「保科主税」が父の栄次郎または正敬が改名した人物である可能性がある。

### 明治維新後
明治維新以降は、元禄10年（1697年）に先祖の保科正静が拝領して以来の知行地2500石を失う。ちなみに吾妻郡伊勢町（現在の中之条町）に旗本保科家が置いた役所の代官を勤めた根岸家の一族の根岸善作は、後に旧群馬県中之条町の初代町長となっている。
一方で正敬は、明治政府の陸軍に所属し、中佐兼陸軍幼年学校長、陸軍兵学寮大教授、兵学中教授、兵学権頭人員局長などを歴任し、熊本鎮台小倉営所歩兵第14連隊の歩兵大佐となる。明治16年（1883年）6月29日に死去。『新訂増補 海を越えた日本人名事典』や『幕末維新大人名事典 下巻』などで自殺とされている。

## 登場作品

### テレビドラマ
- 「 青天を衝け」（大河ドラマ・ 演： 後藤田しゅんすけ）